# Orgel van de Sint-Waldetrudiskerk
Het huidige orgel van de Sint-Waldetrudiskerk in de Belgische stad Herentals werd gebouwd tussen 1767 en 1770 door de Geelse gebroeders Fredericus Jacobus en Ludovicus Francisus Verbuecken. Het was toen een nieuw orgel, dat op een rococo-oksaal tegen de westgevel werd geplaatst, waarna vermoedelijk het grote westraam en het portaal werden dichtgemetseld. De orgelkast werd door meerdere mensen vervaardigd. Broeder Alypius van Berckelaer maakt het model, Jan van Hove uit Herentals leverde het schrijnwerk en Jan Brasseur uit Leuven deed het beeldsnijwerk, met hulp van de Antwerpenaar Willem Mavou die ook enkele beelden vervaardigde. Het oude koororgel werd tussen 1770 en 1772 voor 400 gulden verkocht aan de kerk van Wijnegem.
In 1927 werd het herbouwd door de Weduwe F. Joris en haar zonen uit Zichem, maar al in 1942 was een nieuw herstel nodig, uitgevoerd door de Leuvenaar Hubert Van De Loo. Deze twee 'restauraties' werden in 1949 als rampzalig beschouwd door Flor Peters, die het in zijn collegetijd (1916-1917) nog bespeeld had. Hij vond het toen een prachtig instrument, maar na de twee herstellingen was het helemaal verbalemond. Tussen 1967 en 1968 voerde Bernard Pels-D'Hondt eindelijk de restauratie uit, onder supervisie van Flor Peeters. Ook het aantal registers en orgelpijpen werd uitgebreid, wat echter zorgde voor een te compact en haast ontoegankelijk binnenwerk.
Nog een restauratie, ditmaal door Pieter Vanhaecke uit Watermaal-Bosvoorde, gebeurde van 2001 tot 2003. Deze restauratie bestond vooral uit een grondige reiniging, en een herschikking van het binnenwerk om de toegankelijkheid te verbeteren, met respect voor de klank en wezen zoals Flor Peeters het opgevat had.
De dispositie van het orgel:
| Positief Manuaal 1 |    |
| Roerfluit          | 8  |
| Prestant           | 4  |
| Blokfluit          | 4  |
| Nachthoorn         | 2  |
| Stemmeke           | 1  |
| Cymbel             | II |
| Kromhoorn          | 8  |
| I + III            |    |
| Tremulant          |    |

| Hoofdwerk Manuaal 2 |       |
| Bourdon             | 16    |
| Prestant            | 8     |
| Gemshoorn           | 8     |
| Holpijp             | 8     |
| Octaaf              | 4     |
| Fluit               | 4     |
| Kwint               | 2 2/3 |
| Octaaf              | 2     |
| Mixtuur             | IV-V  |
| Trompet             | 8     |
| II + I              |       |
| II+III              |       |

| Reciet Manuaal 3 |       |
| Prestant         | 8     |
| Zweving          |       |
| Gedekt           | 8     |
| Prestant         | 4     |
| Roerfluit        | 4     |
| Octaaf           | 2     |
| Kwint            | 2 2/3 |
| Scherp           | III   |
| Terts            | 1 3/5 |
| Dulciaan         | 16    |
| Schalmei         | 8     |

| Pedaal    |        |
| Prestant  | 16     |
| Soubasse  | 16     |
| Octaaf    | 8      |
| Gedekt    | 8      |
| Koraalbas | 4      |
| Mixtuur   | III-IV |
| Bazuin    | 16     |
| Trompet   | 8      |
| Trompet   | 4      |
| P+I       |        |
| P+II      |        |
| P+III     |        |